# Prosoplus majoripennis
Prosoplus majoripennis là một loài bọ cánh cứng trong họ Cerambycidae.